# 폴로츠크 공국
폴로츠크 공국(벨라루스어: Полацкае княства 폴라츠카에 크냐스트바, 러시아어: Полоцкое княжество 폴로츠코에 크냐제스트보[*])은 오늘날의 벨라루스 지역의 폴라츠크를 중심으로 벨라루스 북서부와 라트비아 일대를 지배하던 루스계 공국으로, 키예프 루스의 구성 봉신국 중 하나이다. 드네프르 강을 통해서 운반된 교역품을 드비나 강을 통해서 연결해주는 중개무역으로 번성하였으며, 키예프 루스가 멸망한 이후인 1397년 리투아니아 대공국에 합병되었다.